# Саймон, Гарри (стрелок)
Гарри Юджин Саймон (норв. Harry Eugene Simon; 13 июля 1873, Бичвуд, Огайо — 8 июня 1932, Катоба-Клифс, Огайо) — американский стрелок, призёр летних Олимпийских игр.
Саймон принял участие в летних Олимпийских играх 1908 в Лондоне в двух дисциплинах. Он занял второе место в стрельбе из винтовки на 300 метров и стал семнадцатым в стрельбе из винтовки на 1000 ярдов.
Также Саймон стал серебряным призёром чемпионата мира 1912 в Байонне в стрельбе из армейской винтовки лёжа на 300 метров.